# Аньес де Божё
Аньес де Божё (фр. Agnès de Beaujeu; ? — 11 июля 1231) — французская аристократка, дочь Гишара IV де Божё и Сибиллы Фландрской. Графиня Шампани в браке с Тибо IV.
В 1223 году Агнесса вышла замуж за Тибо. Для Тибо это был второй брак. У них была одна дочь:
- Бланка Наваррская (1226 — 12 августа 1283)

Агнесса умерла в 1231 году и была похоронена в Клерво.